# World Cyber Games 2006
World Cyber Games 2006 odbyły się we włoskiej Monzy w dniach 18 – 22 października 2006. Areną zmagań graczy był tor wyścigowy Autodromo Nazionale di Monza.

## Rozgrywane konkurencje
Uczestnicy World Cyber Games w Monzy w 2006 roku rywalizowali w 8 konkurencjach.

- Strzelanka pierwszoosobowa
  -  Counter-Strike 1.6

- Real-Time Strategy
  -  StarCraft: Brood War
  -  Warcraft III: The Frozen Throne
  -  Warhammer 40000: Dawn of War – Winter Assault

- Sport
  -  FIFA 06

- Sztuki walki
  -  Dead or Alive 4

- Wyścigi
  -  Need for Speed: Most Wanted
  -  Project Gotham Racing 3

## Państwa
| Azja - Bangladesz - Chiny - Chińskie Tajpej - Hongkong - Indie - Indonezja - Japonia - Korea Południowa - Malezja - Pakistan - Filipiny - Singapur - Tajlandia - Wietnam | Ameryka - Brazylia - Kanada - Kolumbia - Ekwador - Gwatemala - Meksyk - Panama - Peru - Stany Zjednoczone - Wenezuela | Europa - Armenia - Azerbejdżan - Belgia - Chorwacja - Dania - Finlandia - Gruzja - Grecja - Irlandia - Kazachstan - Litwa - Macedonia Północna - Czarnogóra - Norwegia - Portugalia - Rosja - Słowacja - Szwecja - Turkmenistan - Wielka Brytania | - Austria - Białoruś - Bułgaria - Czechy - Estonia - Francja - Niemcy - Węgry - Włochy - Łotwa - Luksemburg - Mołdawia - Holandia - Polska - Rumunia - Serbia - Hiszpania - Szwajcaria - Ukraina - Uzbekistan | B.W. i Afryka - Iran - Arabia Saudyjska Oceania - Australia - Nowa Zelandia |

### Reprezentacja Polski
Counter Strike
- Mariusz Cybulski
- Jakub Gurczyński
- Filip Kubski
- Łukasz Wnęk
- Wiktor Wojtas

FIFA
- Cezary Gontarek

Need for Speed
- Krzysztof Sojka

StarCraft
- Krzysztof Nalepka
- Maciej Polak

Warcraft
- Tomasz Pilipiuk
- Przemysław Wadoń

## Medaliści
| Konkurencja                     |                                                                                            |                                                                                              |                                                                                  | 4                                                                                         |
| FIFA Soccer 2006                | Daniel Schellhase Pseudonim: SK_hero                                                       | Patrascu Ovidiu Pseudonim: ovvy                                                              | Wiktor Gusiew Pseudonim: Alexxx                                                  | Thomas Temperli Pseudonim: Janthana                                                       |
| Counter-Strike                  | Zespół: Pentagram Filip Kubski Łukasz Wnęk Wiktor Wojtas Mariusz Cybulski Jakub Gurczyński | Zespół: NiP Dennis Wallenberg Robert Dahlstrom Oskar Holm Marcus Sundstrom Abdisamad Mohamed | Zespół: hoorai Toni Luhtapuro Juuso Sajakoski Tomi Kovanen Niko Kovanen Max Aspe | Zespół: [NoA] Brian Christensen Muhamed Eid Christian Juhl Danny Sørensen Alexander Holdt |
| Need For Speed                  | Ałan Jenilejew Pseudonim: USSRxAlan                                                        | Nikołaj Frontow Pseudonim: USSRxMrRASER                                                      | Steffan Amende Pseudonim: Steffan                                                | Rodrigo Nunes Pseudonim: playArt_SpeedNG                                                  |
| StarCraft: Brood War            | Choi Yeon-sung Pseudonim: IloveOov                                                         | Park Sung-jun Pseudonim: JulyZerg                                                            | Jeon Sang-wook Pseudonim: midas[gm]                                              | Luo Xian Pseudonim: PNZLEGEND                                                             |
| Warcraft III: The Frozen Throne | Li Xiaofeng Pseudonim: WE-SKY                                                              | Yoan Merlo Pseudonim: ToD4K                                                                  | Mychajło Nowopaszyn Pseudonim: HoT_Ukraine                                       | Michaił Riabkow Pseudonim: Fanatic_Xyligan                                                |
| Dawn of War: Winter Assault     | Ryoo Kyung-hyun Pseudonim: SeleCT                                                          | Gregorio Costa Pseudonim: deathgun                                                           | Karsten Hager Pseudonim: sCa_Phoenix                                             | Roberto Carlos Perez Gonzalez Pseudonim: ToT)r0rUm(                                       |
| Dead or Alive 4                 | Ryan Ward Pseudonim: Offbeat_Ninja                                                         | Israel Navidad Pseudonim: El_divino_Xmas                                                     | Stephane Maine Pseudonim: arngrine                                               | Marco Wagner Pseudonim: uR_ShiSha                                                         |
| Project Gotham Racing 3         | Wesley Cwiklo Pseudonim: chompr                                                            | Christopher Hogfeldt Pseudonim: TTR_Mclaren_F1                                               | Erno Kuronen Pseudonim: BA_FinPro                                                | Philippe Vaillant Pseudonim: YggdrasiL                                                    |

## Klasyfikacja medalowa
| Lp. | Państwo           | złoto | srebro | brąz | razem | +/- WCG 2005 |
| --- | ----------------- | ----- | ------ | ---- | ----- | ------------ |
| 1.  | Korea Południowa  | 2     | 1      | 1    | 4     | +1           |
| 2.  | Rosja             | 1     | 1      | 1    | 3     | +5           |
| 3.  | Niemcy            | 1     | 0      | 1    | 2     | +1           |
| 4.  | Chiny             | 1     | 0      | 0    | 1     | +1           |
| 4.  | Kanada            | 1     | 0      | 0    | 1     | +4           |
| 4.  | Polska            | 1     | 0      | 0    | 1     | n/d          |
| 4.  | Stany Zjednoczone | 1     | 0      | 0    | 1     | -3           |
| 8.  | Szwecja           | 0     | 2      | 0    | 2     | n/d          |
| 9.  | Francja           | 0     | 1      | 1    | 2     | +2           |
| 10. | Brazylia          | 0     | 1      | 0    | 1     | -7           |
| 10. | Meksyk            | 0     | 1      | 0    | 1     | n/d          |
| 11. | Rumunia           | 0     | 1      | 0    | 1     | n/d          |
| 13. | Finlandia         | 0     | 0      | 2    | 2     | n/d          |
| 14. | Holandia          | 0     | 0      | 1    | 1     | -3           |
| 14. | Ukraina           | 0     | 0      | 1    | 1     | n/d          |